# USS Bismarck Sea (CVE-95)
USS Bismarck Sea (CVE-95) byla eskortní letadlová loď třídy Casablanca Námořnictva Spojených států amerických, která sloužila během druhé světové války. Byla jedinou lodí amerického námořnictva pojmenovanou podle bitvy v Bismarckově moři. Po svém dokončení v květnu 1944 sloužila jako podpora v tažení proti Filipínám a Iwodžimě. Dne 21. února 1945 byla potopena u Iwodžimy útoky kamikaze, zahynulo 318 členů posádky. Byla poslední americkou letadlovou lodí ztracenou v boji.

## Konstrukce
Bismarck Sea byla letadlová loď třídy Casablanca, nejpočetnější třídy letadlových lodí, a jako taková byla specificky navržena k masové produkci za pomoci prefabrikovaných sekcí. Celková délka lodě činila 156,13 metrů, šířka 19,86 metrů a ponor 6,32 metrů. Standardní výtlak dosahoval 8319 tun, plný pak 11 077 tun. Paluba s hangáry byla dlouhá 78 metrů, letová paluba 145 metrů. Pohon obstarávala dvojice jednosměrných parních strojů o výkonu 6700 kW (9000 hp), což umožňovalo vyvinout maximální rychlost 19 uzlů. Dosah činil 10 240 námořních mil při rychlosti 15 uzlů. Kvůli malým rozměrům lodě byl na přídi instalován letecký katapult. Letadla byla přepravována z hangáru na palubu za pomoci dvou výtahů; jeden byl umístěn na přídi, druhý na zádi.
Výzbroj tvořilo jedno 127mm 38kaliberní víceúčelové dělo na zádi, 16 40mm protiletadlových děl Bofors a 12 20mm protiletadlových děl Oerlikon. Ke konci války byly letadlové lodě třídy Casablanca kvůli narůstajícím ztrátám způsobenými útoky kamikaze dovyzbrojeny dalšími 18 Oerlikony. Protiletadlová děla byla rozmístěna po obvodu letové paluby. Standardní nosnost činila 27 letadel, ale někdy byla překračována. Například během filipínského tažení nesla loď 16 stíhacích letounů FM-2 Wildcat a 12 torpédových bombardérů TBM-3 Avenger. Během bojů o ostrov Iwodžima nesla 19 Wildcatů a 12 Avengerů. Dle plánů měla pojmout 764 členů posádky, avšak typicky se počet kvůli válečným operacím pohyboval kolem 910 až 916 mužů.
Stavba byla přidělena dne 18. června 1942 loďařské společnosti Kaiser Shipbuilding Company ve washingtonském Vancouveru. Původní jméno lodě znělo Alikula Bay podle tradice pojmenovávat eskortní letadlové lodě podle aljašských zálivů a průlivů. Kýl byl položen dne 31. ledna 1944 a označen jako MC hull 1132 (trup Námořní komise č. 1132). Loď byla spuštěna 17. dubna 1944, patronem se stala Mabel C. Wallgrenová, manželka senátora Monrada Wallgrena. Dne 16. května 1944 byla přejmenována na Bismarck Sea jako součást nové politiky námořnictva, podle které byly nové lodě třídy Casablanca pojmenovávány podle námořních či pozemních střetnutí.

## Služba
Do služby byla Bismarck Sea zařazena 20. května 1944, jejím prvním velitelem se stal kapitán John L. Pratt. Během června prováděla cvičení u západního pobřeží Spojených států amerických. Dne 1. července vyplula ze San Pedra s cílem přepravit letadla a piloty do Pearl Harboru. Poté odtud přepravila další letadla na Marshallovy ostrovy; na atol Majuro dorazila 16. července. Zpět do Pearl Harboru se společně se svou sesterskou lodí USS Saginaw Bay a s nákladem poškozených letounů vrátila 29. července. Během srpna podstoupila v San Diegu čtyřtýdenní údržbu, při které obdržela svá letadla: Smíšenou peruť 86 (VC 86). Mezi 7. zářím a 16. říjnem se podílela na dalších cvičeních. Poté odplula do Ulithi na Karolínách, kde se dne 1. listopadu připojila k 7. loďstvu admirála Thomase C. Kinkaida. Mezi 14. a 23. listopadem operavala u filipínských ostrovů Leyte a Mindanao a podporovala americké pozemní síly v bitvě o Leyte. Dne 21. listopadu ostřeloval Bismarck Sea japonský letoun, avšak nezpůsobil žádnou škodu a unikl před tím, než mohl být zachycen.
Dne 27. listopadu dorazila do Seeadler Harboru na Nové Guineji a připojila se k Operační skupině 77.4 pod velením kontradmirála Calvina T. Durgina. V průběhu prosince podstoupila dodatečná letová a dělostřelecká cvičení. Dne 27. prosince opustila oblast a vydala se na Palau podporovat vylodění na Luzonu. Dne 5. ledna 1945 svaz narazil na japonské torpédoborce Hinoki a Momi. Došlo ke krátkému nerozhodnému dělostřeleckému střetu s doprovodným torpédoborcem USS Bennion. Svaz proti nepříteli následně vyslal 24 stíhacích letounů a 16 torpédových bombardérů. Bismarck Sea nasadila po čtyřech Avengerech a Wildcatech. Letecký úder byl úspěšný; Momi se potopil, poškozený Hinoki unikl do Manily, kde byl potopen o dva dny později letouny Operačního svazu 78. Nicméně ještě téhož dne zaútočilo na Operační skupinu 77.4 kamikaze, které potopilo eskortní letadlovou loď USS Ommaney Bay. Uskupení se následně podílelo na vylodění v Lingayenském zálivu a poskytovalo letecké krytí nad Luzonem do 17. ledna, kdy se vydalo na Ulithi k přípravě na invazi na Iwodžimu.
Z Ulithi vyplula Bismarck Sea 10. února jako součást Operační jednotky 52.2, která sestávala z 10 eskortních letadlových lodí, doprovodných torpédoborců a dvojice eskortních letadlových lodí v režimu protiponorkové ochrany pod velením kontradmirála Durgina. Dne 16. února dorazila flotila k Iwodžimě, kde o tři dny později podporovala první vlnu vyloďujících se amerických jednotek.